# توپولوون
شهر توپولوون (به رومانیایی: Topoloveni) در شهرستان ارجش در کشور رومانی واقع شده‌است. جمعیت این شهر ۱۰٬۳۲۹ نفر  است.